# Ormosia lataurata
Ormosia lataurata là một loài ruồi trong họ Limoniidae. Chúng phân bố ở miền Cổ bắc.